# حزب الاتحاد الدستوري (العراق)
حزب الاتحاد الدستوري هو حزب سياسي عراقي أسسه نوري السعيد عام 1949. وكان الحزب يضم سياسيين من مختلف القوميات والأديان، وكان مقره في بغداد في شارع الرشيد. عقد الحزب مؤتمره الأول في 23 ديسمبر 1949، وانتخب المؤتمر أعضاء الهيئة العليا للحزب، ونوري باشا رئيساً لها.
وانتخبت الهيئة العليا أعضاء اللجنة المركزية، حيث تم انتخاب 15 عضواً منهم: نوري السعيد، عبد الوهاب مرجان، شاكر الوادي، محمد علي محمود، محمد حسن كبة، جميل عبد الوهاب، عبد القادر باش أعيان، جميل الورفلي، عبد المجيد عباس، عز الدين ملا، سعد عمر، رشيد الجلبي، ضياء جعفر، خليل كنه. وانتخبت اللجنة المركزية عبد الوهاب مرجان نائباً للرئيس، وخليل كنه أميناً أول، وجميل العرفة محاسباً، ومحمد حسن كبة أميناً للصندوق.
كان هدف الحزب هو الحد من تدخلات ولي العهد عبد الإله في السياسة العراقية، ودعم نوري باشا في تشكيل الحكومة، ومقاومة الأحزاب اليسارية.